# Valencia hispanica
Valencia hispanica (samarugo, en  valenciano samaruc) es una especie de pez actinopterigio de la familia Valenciidae. Es un pez eurihalino nativo de las aguas quietas y riachuelos de la costa del mar Mediterráneo. Es una de las tres especies de ciprinodontiformes endémicas de la península ibérica, junto con el fartet (Aphanius iberus) y el salinete (Aphanius baeticus).
Otra especie similar, el fúndulo (Fundulus heteroclitus), fue descrita inicialmente en la Bahía de Cádiz como "Valencia lozanoi" y se consideró autóctona de la península ibérica hasta que se verificó su origen norteamericano.
V. hispanica pertenece al grupo de peces conocido coloquialmente como killies (Cyprinodontiformes ovíparos), ampliamente distribuido por regiones tropicales y subtropicales de todo el mundo, excepto Oceanía y el noreste de Asia.
Una de las principales amenazas para su supervivencia es la introducción de la gambusia (Gambusia holbrooki), un pez importado de Norteamérica para combatir el paludismo.

## Hábitat
El samarugo habita en marjales y ullals de la zona oriental de la península ibérica, desde el Delta del Ebro (Tarragona) hasta el Cabo de la Nao (Alicante). Ha desaparecido de otras zonas más al norte y al sur de su distribución actual.
Está amenazado principalmente por la destrucción de su hábitat. Se llegó a afirmar que sólo podía encontrarse en tres zonas con pequeños torrentes de agua limpia. Sin embargo, gracias a las acciones de conservación, se han recuperado áreas de distribución mediante repoblación y regeneración de hábitats.
Aunque en su momento fue buscado como pez de acuario, la regulación y la dificultad de su cuidado lo hacen poco común en ese ámbito.

## Morfología
Es un pez pequeño, que alcanza un tamaño máximo de 8 cm. Se caracteriza por una boca provista de dientes mandibulares con una sola punta, dispuestos en varias filas. Su color varía entre marrón claro y amarillo. Los machos presentan bordes anaranjados en las aletas.

## Costumbres
Nada en cardúmenes poco cohesionados y es carnívoro, alimentándose de invertebrados y sus larvas. Su reproducción es interna.

## Peligro de extinción
Valencia hispanica está clasificado como especie en peligro de extinción según la legislación española (Real Decreto 439/1990) y las normativas autonómicas de la Comunidad Valenciana (Decreto 32/2004) y Cataluña (Ley 2/2008). También está incluida como especie prioritaria en el Anexo II de la Directiva de Hábitats de la Unión Europea.
Su desaparición se debe principalmente a la destrucción de su hábitat por la especulación urbanística en la Comunidad Valenciana, lo que ha causado el desecado de humedales. Otros factores incluyen la contaminación de las aguas por residuos urbanos y la introducción de especies exóticas, siendo la gambusia una de las más perjudiciales.
Se han llevado a cabo investigaciones para recuperarlo, incluyendo su cría en cautividad y la regeneración de hábitats.